# Lotus 87
Chronologie des modèles (1981-1982)
Lotus 88 Lotus 91
La Lotus 87 est une monoplace de Formule 1 conçue par l'écurie Lotus dans le cadre du championnat du monde de Formule 1 1981. Son évolution, la Lotus 87B, n'a disputé que le premier Grand Prix en 1982. Elle est pilotée par le Britannique Nigel Mansell et l'Italien Elio De Angelis.

## Résultats en championnat du monde de Formule 1

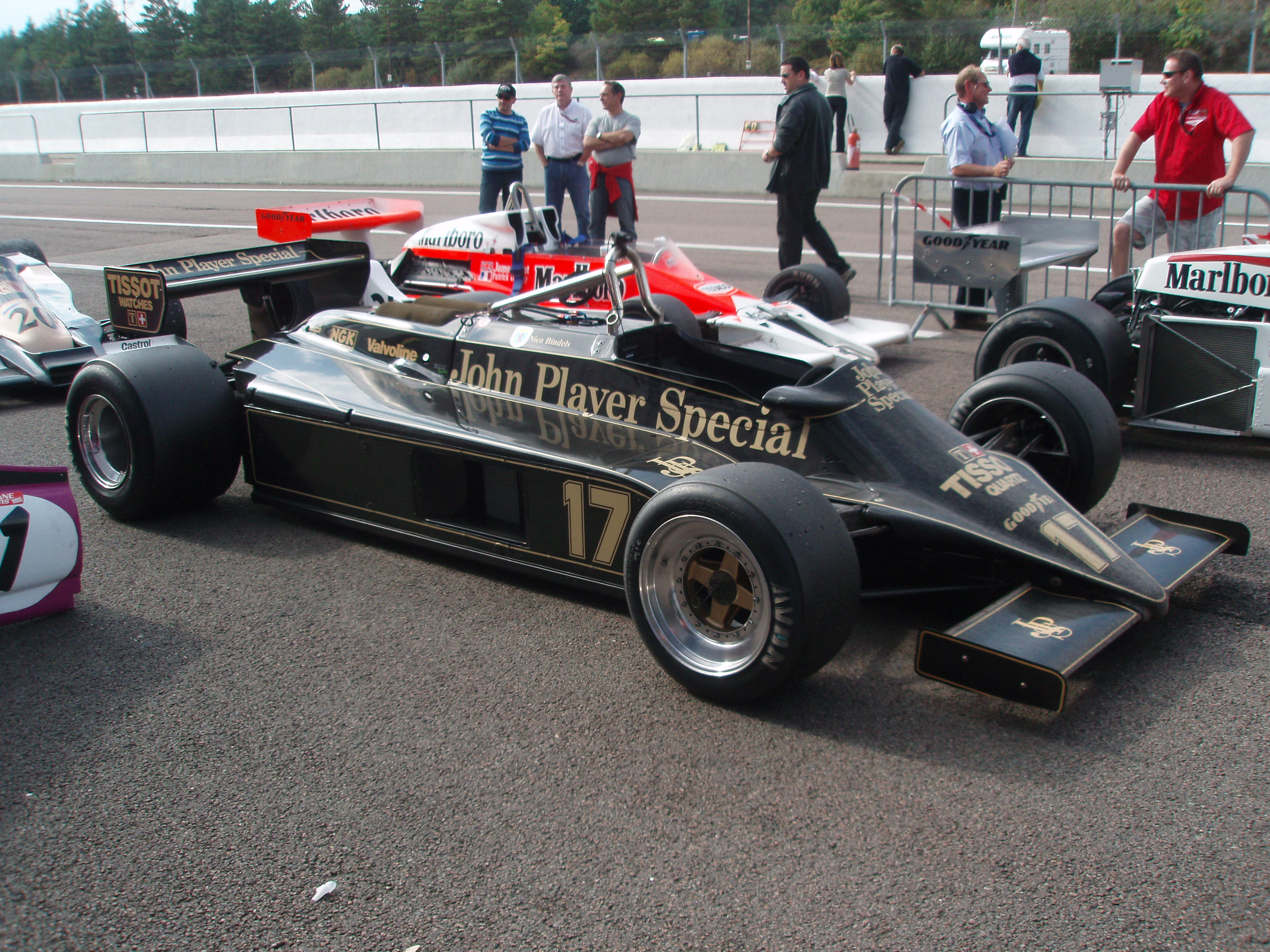
La Lotus 87 à Dijon-Prenois, en exhibition en 2007.

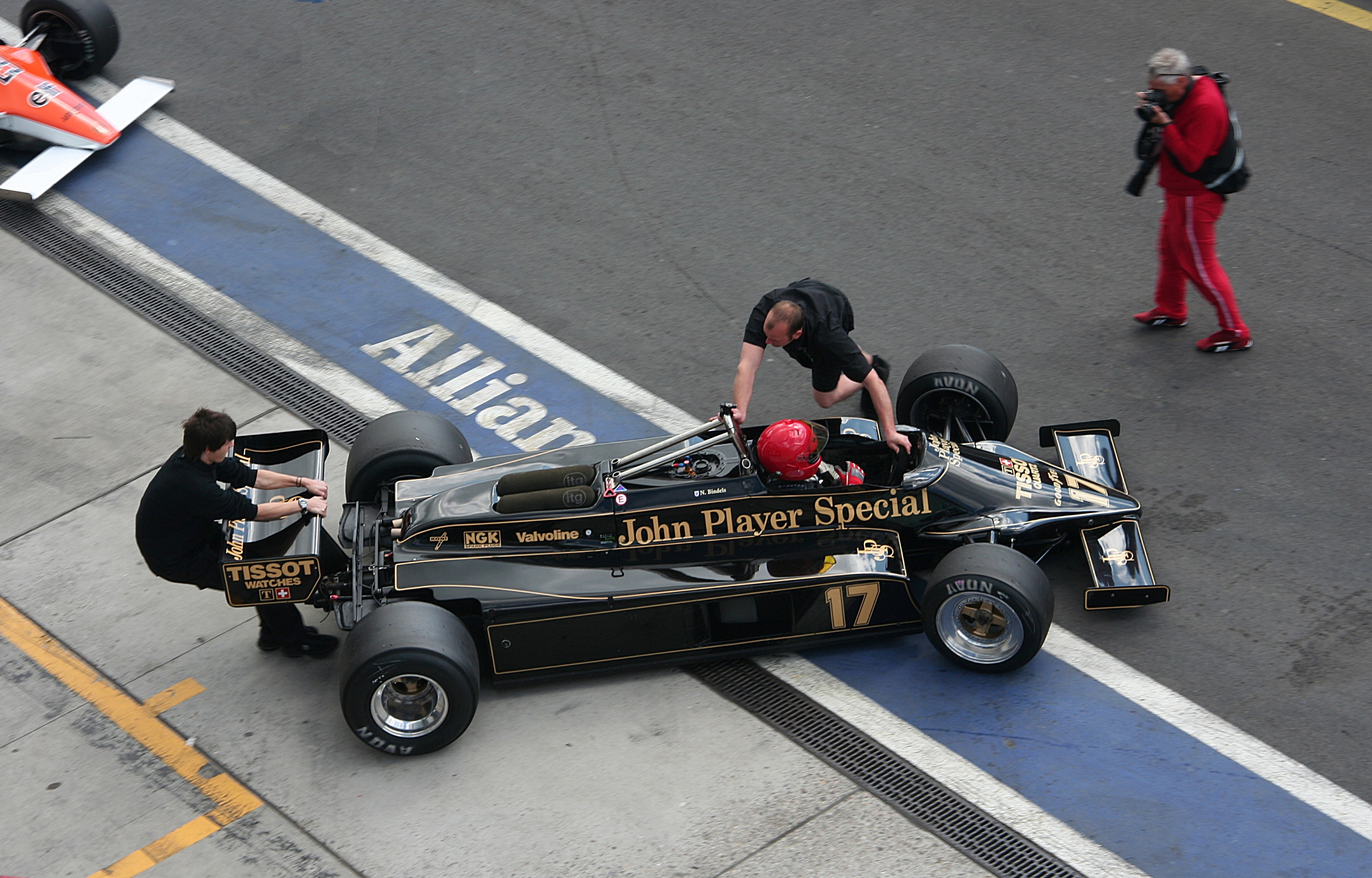
La Lotus 87B au Nürburgring, en exhibition en 2007.

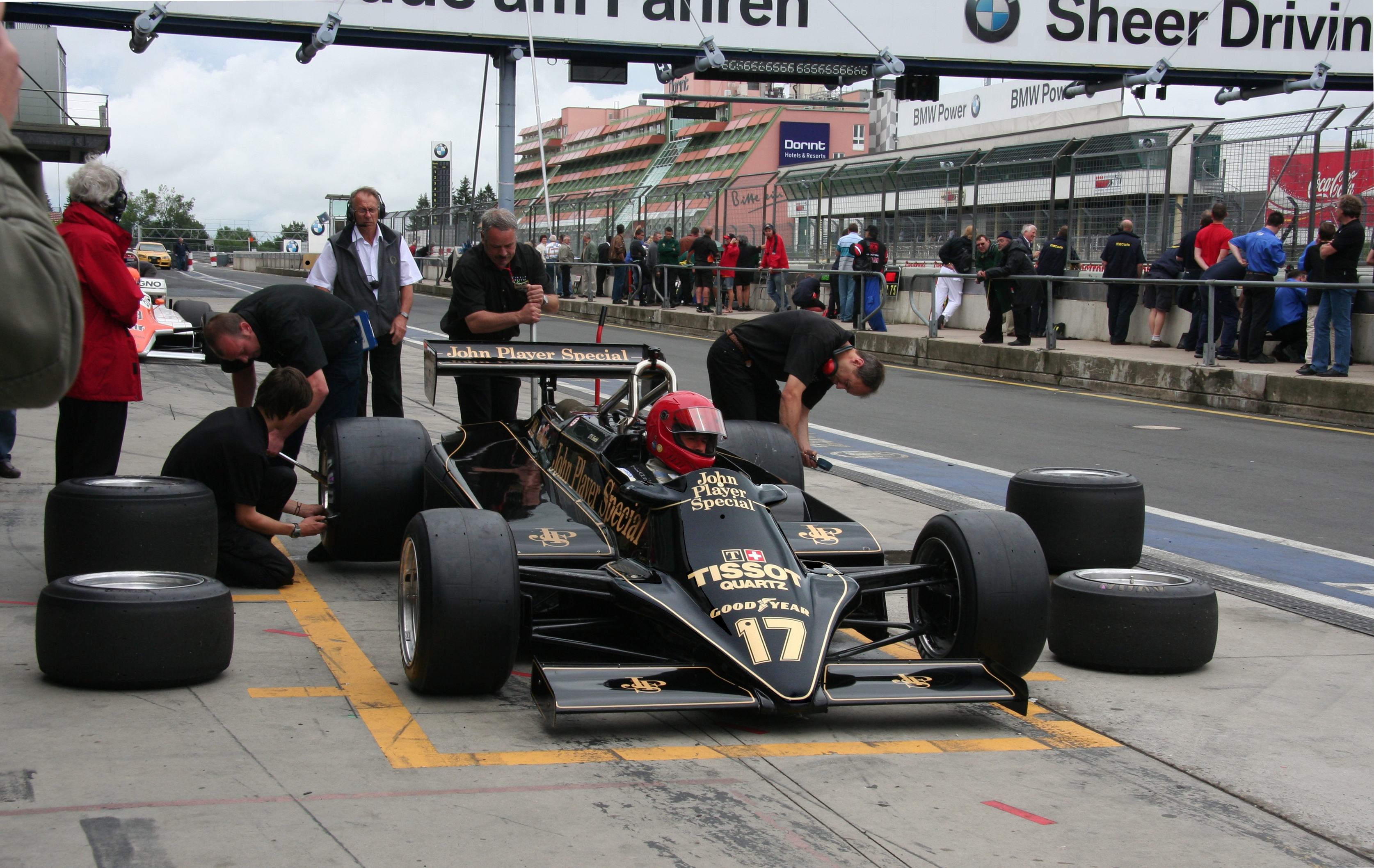
La Lotus 87B au Nürburgring, en exhibition en 2007.

| Saison | Écurie                                  | Moteur               | Pneus             | Pilotes         | Courses | Courses | Courses | Courses | Courses | Courses | Courses | Courses | Courses | Courses | Courses | Courses | Courses | Courses | Courses | Courses | Points inscrits | Classement |
| Saison | Écurie                                  | Moteur               | Pneus             | Pilotes         | 1       | 2       | 3       | 4       | 5       | 6       | 7       | 8       | 9       | 10      | 11      | 12      | 13      | 14      | 15      | 16      | Points inscrits | Classement |
| ------ | --------------------------------------- | -------------------- | ----------------- | --------------- | ------- | ------- | ------- | ------- | ------- | ------- | ------- | ------- | ------- | ------- | ------- | ------- | ------- | ------- | ------- | ------- | --------------- | ---------- |
| 1981   | Team Essex Lotus John Player Team Lotus | Ford-Cosworth DFV V8 | Michelin Goodyear |                 | EUO     | BRÉ     | ARG     | SMR     | BEL     | MON     | ESP     | FRA     | GBR     | ALL     | AUT     | P-B     | ITA     | CAN     | LVE     |         | 22*             | 7e         |
| 1981   | Team Essex Lotus John Player Team Lotus | Ford-Cosworth DFV V8 | Michelin Goodyear | Nigel Mansell   |         |         |         |         |         | Abd.    | 6e      | 7e      | Nq      | Abd.    | Abd.    | Abd.    | Abd.    | Abd.    | 4e      |         | 22*             | 7e         |
| 1981   | Team Essex Lotus John Player Team Lotus | Ford-Cosworth DFV V8 | Michelin Goodyear | Elio de Angelis |         |         |         |         |         | Abd.    | 5e      | 6e      | Dsq.    | 7e      | 7e      | 5e      | 4e      | 6e      | Abd.    |         | 22*             | 7e         |
| 1982   | John Player Team Lotus                  | Ford-Cosworth DFV V8 | Goodyear          |                 | AFS     | BRÉ     | EUO     | SMR     | BEL     | MON     | EUE     | CAN     | P-B     | GBR     | FRA     | ALL     | AUT     | SUI     | ITA     | LVE     | 30**            | 5e         |
| 1982   | John Player Team Lotus                  | Ford-Cosworth DFV V8 | Goodyear          | Nigel Mansell   | Abd.    |         |         |         |         |         |         |         |         |         |         |         |         |         |         |         | 30**            | 5e         |
| 1982   | John Player Team Lotus                  | Ford-Cosworth DFV V8 | Goodyear          | Elio de Angelis | 8e      |         |         |         |         |         |         |         |         |         |         |         |         |         |         |         | 30**            | 5e         |

Légende : ici 

*9 points marqués en 1981 avec la Lotus 81.

** 30 points marqués en 1982 avec la Lotus 92.